# 威爾赫林
威爾赫林是奥地利上奥地利州林茨兰县的一个市镇。总面积30平方公里，总人口5467人，人口密度182.2人/平方公里（2005年）。